# Nevado de Toluca
El Nevado de Toluca és un estratovolcà de l'estat de Mèxic, situat a 80 km a l'est de la ciutat de Mèxic, a prop de la ciutat de Toluca, capital de l'estat. El Nevado de Toluca és el quart cim més alt de Mèxic, amb una altitud de 4.680 msnm al Pico del Fraile, el pic més alt. En nàhuatl el volcà es coneix com a Xinantécatl, sovint traduït com a "Senyor Nu". Dins la caldera volcànica hi ha dues llacunes el Llac del Sol i el Llac de la Lluna, accessibles als visitants. El volcà i altres àrees properes han estat declarades Parc Nacional de Mèxic. Forma part de la serralada de Sierra Nevada.